# Orkan Ylva
Ylva (in Deutschland Reinhard) war ein Sturm in Orkanstärke, der vom 22. bis 24. November 2017 über Nordskandinavien zog.

## Meteorologischer Überblick
Um den 18. November bildet sich in einem Jet-Stream-Wirbel über Kanada ein mächtiger Tiefdruckwirbel im zentralen Nordatlantikraum. Von einem Azorenhoch-Ausläufer (Zoe) über Südeuropa abgedrängt, querte er über die britischen Inseln in das Nordmeer.
Hier vereinigte er sich mit Höhentiefkernen und wurde unter Einfluss eines Kaltlufteinbruchs über Grönland an die Rückseite des Tiefs zum schweren Sturm.
Durch die Zugbahn des Kerns weitab der Norwegischen Küste, schon halbwegs bis Island, und Hochdruck über dem Polarmeer strichen die Winde der Vorderseite von Südosten über die Skandinavische Halbinsel, ein seltener Sturmverlauf.
Der norwegische Wetterdienst maß am 23. auf der Insel Sandhornøya (am Vatvigfjellet) eine maximale Windgeschwindigkeit von 33,9 m/s (122 km/h), mit Spitzenböen von 45,4 m/s (163 km/h, am Kvaløyfjellet bei Sømna).
Das alternde Tief sorgte noch für kräftige Winde von der Bretagne bis in das Baltikum, und zerfiel am 26. November über Südskandinavien.
Ylva war der schwerste Sturm in Nordskandinavien seit Narve Januar 2006.
Das Extremwetter fiel in eine Serie von außergewöhnlichen Stürmen ab Mitte September des Jahres, mit Sturmtief Sebastian und ab Anfang Oktober Sturmtief Xavier über Irland-Hurrikan Ophelia, das extrem schnellziehende Sturmtief Herwart und den Mittelmeerorkan (Medicane) Numa/Attila kurz vor Ylva, wie den Föhnorkan Yves nachher. Sie wurden alle durch eine extrem schwankende und instabile Westwinddrift, starke Verwirbelungen der Polarfront und eine hochaktive Nordatlantische und Arktische Oszillation verursacht.
Der Name Ylva wurde vom norwegischen Meteorologisk Institutt vergeben, die FU Berlin führte ihn als Reinhard.

## Auswirkungen
Weil der Südoststurm über Nordschweden und das Skandinavische Gebirge in Norwegen ablandig Richtung Meer blies, waren die Sturmspitzen lokal in den Tälern sehr unterschiedlich. Nordnorwegen wurde schwer getroffen. In den anderen skandinavischen Ländern waren die Auswirkungen wenig bedeutend.

### Norwegen
Besonders betroffen war in Norwegen der Raum um Bodø und Narvik in Nordland und der Raum Troms am 23., und die Finnmark am 24., wo aber keine Extremwinde mehr auftraten.
Die Schäden in Norwegen blieben vergleichsweise gering, da dort nach dem Silvesterorkan 1992 mit seinen Milliardenschäden strenge diesbezügliche Bauschriften erlassen worden sind. Trotzdem kam es verbreitet zu Schäden an Gebäuden, Fahrzeugen und Schiffen sowie zu etlichen Dutzend Verletzten, zu schneesturmbedingten Verkehrsbehinderungen, Stromausfällen durch zerstörte Leitungen und zu schwereren Forstschäden.

### Schweden
In Schweden, wo der Sturm in Kategorie 2 (schwer) eingestuft wurde, beschränkten sich die Folgen auf Verkehrsbehinderungen im Raum Norrland.

## Belege
1. 1 2 3 4  Har målt vind på 163 km/t i Nordland. Meteorologisk Institutt: yr.no: Nyheter, 23. November 2017 − mit Messwert-Tabelle und Karte.
2. 1 2  Prognose für Sa. 17.11.2017, 12:00 UTC (Seite nicht mehr abrufbar, festgestellt im April 2024. Suche in Webarchiven)  Info: Der Link wurde automatisch als defekt markiert. Bitte prüfe den Link gemäß Anleitung und entferne dann diesen Hinweis., DWD-Wetterkarte, Website der Freien Universität Berlin;
Modèles – Archives des réanalyses du NCEP, 17. Novembre 2017, 19:00 locale. Meteofrance: meteociel.fr (insb. Jet stream 300 HPa (Hem. Nord)).
3. ↑  Prognose für Di. 21.11.2017, 12:00 UTC, DWD-Wetterkarte;
Wetterlage vom 21. November 2017, 12 UTC. ZAMG Aktuelle Wetterkarte und Kartenarchiv;
NCEP, 21. Novembre 2017, 19:00 locale. meteociel.fr (insb. Jet stream 300 HPa (Hem. Nord)).
4. 1 2  Prognose für Mi. 22.11.2017, 12:00 UTC, DWD-Wetterkarte; Wetterlage vom 22. November 2017, 12 UTC. ZAMG Aktuelle Wetterkarte und Kartenarchiv; NCEP, 22. Novembre 2017, 19:00 locale. meteociel.fr.
5. 1 2  Prognose für Do. 23.11.2017, 12:00 UTC (Seite nicht mehr abrufbar, festgestellt im April 2024. Suche in Webarchiven)  Info: Der Link wurde automatisch als defekt markiert. Bitte prüfe den Link gemäß Anleitung und entferne dann diesen Hinweis., DWD-Wetterkarte; Wetterlage vom 23. November 2017, 12 UTC. ZAMG Aktuelle Wetterkarte und Kartenarchiv; NCEP, 23. Novembre 2017, 19:00 locale. meteociel.fr.
6. 1 2  Kraftigste vindprognose på elleve år. Meteorologisk Institutt: yr.no: Nyheter, 22. November 2017 (‚Höchste Windvorhersage seit elf Jahren‘).
7. ↑  Pøsregn i sør, ekstremvær i nord. tv2.no, 23. November 2017 − mit Strömungskarte.
8. 1 2 3  Stormen «Ylva» herjer i Nord-Norge – Stormen blåser «feil vei». Derfor kan «Ylva» føre til enda større skader. Dagbladet.no: Nyheter, 23. November 2017, insb. Abschnitt Lunefull storm (‚Der Sturm bläst den „falschen Weg“: Launischer Sturm‘).
9. ↑  Prognose für Fr. 24.11.2017, 12:00 UTC, DWD-Wetterkarte; Wetterlage vom 24. November 2017, 12 UTC. ZAMG Aktuelle Wetterkarte und Kartenarchiv; NCEP, 24. Novembre 2017, 19:00 locale. meteociel.fr.
10. ↑  Prognose für So. 26.11.2017, 12:00 UTC, DWD-Wetterkarte; Wetterlage vom 26. November 2017, 12 UTC. ZAMG Aktuelle Wetterkarte und Kartenarchiv; NCEP, 26. Novembre 2017, 19:00 locale. meteociel.fr.
11. ↑  Wetter und Klima - Deutscher Wetterdienst   -  Thema des Tages - Archiv - Sebastian, ein stürmischer Geselle. Abgerufen am 15. Mai 2018.
12. 1 2  Frontpassage über Deutschland. DWD: Thema des Tages, 25. November 2017
13. ↑  Siehe Namensvergabe für Wetterereignisse.
14. ↑  Nå får Finnmark restene av «Ylva». Meteorologisk Institutt: yr.no: Nyheter, 24. November 2017.
15. ↑  Bygg som mistet tak under stormen er for dårlig dimensjonert. Tekniske Ukeblad, tu.no: Artikler, 14. Januar 2015 (abgerufen am 28. November 2017; über Sturm Nina/Hermann).
16. ↑  Forsikringssakene strømmer inn etter «Ylva». NRK.no, letztes Update 24. November 2017 (‚Versicherungsfälle fließen nach „Ylva“ ein‘).
17. ↑  Ylva gir null sikt på E6: - I verste fall får jeg sove over i bilen. Dagbladet.no Nyheter, 23. November 2017.
18. ↑  Her ligger deler av 12.000 kubikkmeter skog strødd etter at «Ylva» feide over området. NRK.no, letztes Update 25. November 2017 (‚Versicherungsfälle fließen nach „Ylva“ ein‘).
19. ↑  Stormen Ylva skapar kaos. Matilda Träff/TT, 23. November 2017; z. B. in: folkbladet.se: Nyheter.